# Ardisia gjellerupii
Ardisia gjellerupii är en viveväxtart som beskrevs av Carl Christian Mez. Ardisia gjellerupii ingår i släktet Ardisia och familjen viveväxter. Inga underarter finns listade i Catalogue of Life.